# Route nationale 93
La route nationale 93 (RN 93 o N 93) è stata una strada nazionale francese che partiva da Livron-sur-Drôme e terminava a Sisteron. Viene detta Route Hannibal poiché questo fu il percorso seguito dall’esercito cartaginese di Annibale. Oggi è completamente declassata.

## Percorso
Iniziava in località Fiancey, dove intersecava la N7, ed imboccava la valle della Drôme passando per Crest e Die, oggi col nome di D93. Scollinava al Colle di Cabre, dove assume il nome di D993, e scendeva a Saint-Pierre-d'Argençon: dopo gli anni ‘50 aveva fine ad Aspres-sur-Buëch, sulla N75; prima invece continuava verso sud fino a Sisteron, all’innesto sulla N75.